# 1955-ös Formula–1 olasz nagydíj
Az olasz nagydíj volt az 1955-ös Formula–1-es világbajnokság szezonzáró futama.

## Futam
Az időmérőn Fangio volt a leggyorsabb, megelőzve Mosst, Klinget és Castelottit. A visszatérő Farina az 5. helyet tudta megszerezni Ferrarijával. Mike Hawthorn ismét csak a rajtrács 2. feléből rajtolhatott, ezúttal a 14. helyről.
A rajtnál Moss megelőzte Fangiot, aki azonban még az 1. kör vége előtt visszaelőzte csapattársát. A 8. körben ismét Moss állt az élre, ám ezúttal is csak 1 kör erejéig tudta megtartani a vezető pozíciót. A 27. körben Moss Mercedesében tönkrement a motor, így meg kellett elégednie a leggyorsabb körért járó 1 ponttal. Fangio megnyerte a versenyt, mögötte a 9. helyről rajtoló Taruffi ért célba, mindössze 7 tizedes hátrányban. 3.-ként Castelotti futott be, a további két pontszerző pedig Jean Behra és Carlos Menditeguy lettek. Kling a 32., Hawthorn a 38. körben esett ki, mindketten a váltómű meghibásodása miatt. Farina ugyancsak feladta a futamot, az 5. körben.
A bajnokságot Fangio nyerte Moss és Castellotti előtt, utóbbi mindössze 0.66 ponttal előzte meg a 4. helyen végzett Trintignantot. Stirling Moss a tavalyi 3. hely után idén egyetlen pontot sem tudott szerezni. Öt futamból kétszer kiesett, emellett egy 6., egy 7. és egy 10. helyet szerzett. Csapattársa, González sem járt sokkal jobban, mindössze 2 pontot tudott gyűjteni.
|    | Rsz. | Versenyző               | Csapat                  | Körök | Idő/Kiesések      | Start | Pontok |
| -- | ---- | ----------------------- | ----------------------- | ----- | ----------------- | ----- | ------ |
| 1  | 18   | Juan Manuel Fangio      | Mercedes                | 50    | 1:25'04,4         | 1     | 8      |
| 2  | 14   | Piero Taruffi           | Mercedes                | 50    | +0,7              | 9     | 6      |
| 3  | 4    | Eugenio Castellotti     | Ferrari                 | 50    | +46,2             | 4     | 4      |
| 4  | 36   | Jean Behra              | Maserati                | 50    | +3'57,5           | 6     | 3      |
| 5  | 34   | Carlos Menditéguy       | Maserati                | 49    | +1 kör            | 16    | 2      |
| 6  | 12   | Umberto Maglioli        | Ferrari                 | 49    | +1 kör            | 12    |        |
| 7  | 28   | Roberto Mieres          | Maserati                | 48    | +2 kör            | 7     |        |
| 8  | 8    | Maurice Trintignant     | Ferrari                 | 47    | +3 kör            | 15    |        |
| 9  | 40   | John Fitch              | Maserati                | 46    | +4 kör            | 20    |        |
| 10 | 6    | Mike Hawthorn           | Ferrari                 | 38    | Váltó             | 14    |        |
| Ki | 20   | Karl Kling              | Mercedes                | 32    | Váltó             | 3     |        |
| Ki | 30   | Luigi Musso             | Maserati                | 31    | Váltó             | 10    |        |
| Ki | 38   | Horace Gould            | Maserati                | 31    | Felfüggesztés     | 21    |        |
| Ki | 16   | Stirling Moss           | Mercedes                | 27    | Motor             | 2     | 1      |
| Ki | 26   | Jacques Pollet          | Gordini                 | 26    | Motor             | 19    |        |
| Ki | 22   | Hernando da Silva Ramos | Gordini                 | 23    | Üzemanyagrendszer | 18    |        |
| Ki | 32   | Peter Collins           | Maserati                | 22    | Felfüggesztés     | 11    |        |
| Ki | 42   | Harry Schell            | Vanwall                 | 7     | Felfüggesztés     | 13    |        |
| Ki | 24   | Jean Lucas              | Gordini                 | 7     | Motor             | 22    |        |
| Ki | 44   | Ken Wharton             | Vanwall                 | 0     | Befecskendezés    | 17    |        |
| NI | 2    | Nino Farina             | Ferrari                 |       | Tűz               | 5     |        |
| NI | 10   | Luigi Villoresi         | Ferrari                 |       | Tűz               | 8     |        |
| NI |      | Luigi Piotti            | Arzani-Volpini-Maserati |       | Motor             |       |        |

## A világbajnokság végeredménye
| H   | Versenyzők          | Pont    |
| --- | ------------------- | ------- |
| 1.  | Juan Manuel Fangio  | 40 (41) |
| 2.  | Stirling Moss       | 23      |
| 3.  | Eugenio Castellotti | 12      |
| 4.  | Maurice Trintignant | 11,33   |
| 5.  | Nino Farina         | 10.33   |
| 6.  | Piero Taruffi       | 9       |
| 7.  | Bob Sweikert        | 8       |
| 8.  | Roberto Mieres      | 7       |
| 9.  | Jean Behra          | 6       |
| 10. | Luigi Musso         | 6       |

A teljes lista

## Statisztikák
Juan Manuel Fangio 17. győzelme (R), 18. pole-pozíciója (R), Stirling Moss 3. leggyorsabb köre.
- Mercedes 9. győzelme

Vezető helyen:
- Juan Manuel Fangio: 49 kör (1-7 / 9-50)
- Stirling Moss: 1 kör (8)

Giuseppe Farina - első Formula–1-es világbajnok - utolsó versenye.